# Холидеј Вали (Охајо)
Холидеј Вали (енгл. Holiday Valley) насељено је место без административног статуса у америчкој савезној држави Охајо.

## Демографија
По попису из 2010. године број становника је 1.510, што је 202 (-11,8%) становника мање него 2000. године.
| Група             | 2000.         | 2010.         |
| Белци             | 1.625 (94,9%) | 1.419 (94,0%) |
| Афроамериканци    | 25 (1,5%)     | 23 (1,5%)     |
| Азијати           | 14 (0,8%)     | 15 (1,0%)     |
| Хиспаноамериканци | 24 (1,4%)     | 35 (2,3%)     |
| Укупно            | 1.712         | 1.510         |